# 崔启明
崔启明（1963年11月—），中华人民共和国外交官，曾任中华人民共和国驻白俄罗斯共和国特命全权大使、外交学院党委书记。

## 生平
1992年，进入中华人民共和国外交部工作，先后在外交部欧亚司、驻俄罗斯大使馆、外交部政策研究室任职。2001年，任驻俄罗斯大使馆参赞。2004年，任外交部欧亚司参赞。2005年，任中共中央外事工作领导小组办公室综合局参赞。2006年，升任综合局副局长。2009年，升任综合局局长。2014年1月，出任中华人民共和国驻白俄罗斯大使。2020年9月，自驻白俄罗斯大使离任。10月，任外交学院党委书记。2024年6月卸任。

## 家庭
已婚，有一女。